# Shiki
Shiki (jap. 志木市 Shiki-shi) – miasto w Japonii, na wyspie Honsiu, w prefekturze Saitama. Ma powierzchnię 9,05 km². W 2020 r. mieszkało w nim 75 377 osób, w 32 677 gospodarstwach domowych  (w 2010 r. 69 607 osób, w 28 413 gospodarstwach domowych).
Status miejski otrzymało w dniu 26 października 1970 r.